# Europese kampioenschappen zwemmen 2022
De Europese kampioenschappen zwemmen 2022 werden gehouden van 11 tot en met 17 augustus 2022 in het Foro Italico in Rome. Het toernooi was onderdeel van de Europese kampioenschappen zwemsporten 2022.

## Medailles

### Legenda
- WR = Wereldrecord
- ER = Europees record
- CR = Kampioenschapsrecord

### Mannen
| Onderdeel            | Goud | Goud       | Zilver | Zilver   | Brons                                                                            | Brons    |
| -------------------- | --- | ---------- | --- | -------- | -------------------------------------------------------------------------------- | -------- |
| Vrije slag           | |            | |          |                                                                                  |          |
| 50 m                 | Benjamin Proud Verenigd Koninkrijk | 21,58      | Leonardo Deplano Italië                                                                                   | 21,60    | Kristian Gkolomeev Griekenland                                                   | 21,75    |
| 100 m                | David Popovici Roemenië | 46,86 WR   | Kristóf Milák Hongarije                                                                                   | 47,47    | Alessandro Miressi Italië                                                        | 47,63    |
| 200 m                | David Popovici Roemenië | 1.42,97 CR | Antonio Djakovic Zwitserland                                                                              | 1.45,60  | Felix Auböck Oostenrijk                                                          | 1.45,89  |
| 400 m                | Lukas Märtens Duitsland | 3.42,50 CR | Antonio Djakovic Zwitserland                                                                              | 3.43,93  | Henning Mühlleitner Duitsland                                                    | 3.44,53  |
| 800 m                | Gregorio Paltrinieri Italië | 7.40,86 CR | Lukas Märtens Duitsland                                                                                   | 7.42,65  | Lorenzo Galossi Italië                                                           | 7.43,37  |
| 1500 m               | Mychailo Romantsjoek Oekraïne | 14.36,10   | Gregorio Paltrinieri Italië                                                                               | 14.39,79 | Damien Joly Frankrijk                                                            | 14.50,86 |
| Rugslag              | |            | |          |                                                                                  |          |
| 50 m                 | Apostolos Christou Griekenland | 24,36      | Thomas Ceccon Italië                                                                                      | 24,40    | Ole Braunschweig Duitsland                                                       | 24,68    |
| 100 m                | Thomas Ceccon Italië | 52,21      | Apostolos Christou Griekenland                                                                            | 52,24    | Yohann Ndoye Brouard Frankrijk                                                   | 52,92    |
| 200 m                | Yohann Ndoye Brouard Frankrijk | 1.55,62    | Benedek Kovács Hongarije                                                                                  | 1.56,03  | Luke Greenbank Verenigd Koninkrijk                                               | 1.56,15  |
| Schoolslag           | |            | |          |                                                                                  |          |
| 50 m                 | Nicolò Martinenghi Italië | 26,33      | Simone Cerasuolo Italië                                                                                   | 26,95    | Lucas Matzerath Duitsland                                                        | 27,11    |
| 100 m                | Nicolò Martinenghi Italië | 58,26      | Federico Poggio Italië                                                                                    | 58,98    | Andrius Šidlauskas Litouwen                                                      | 59,50    |
| 200 m                | James Wilby Verenigd Koninkrijk | 2.08,96    | Matti Mattsson Finland                                                                                    | 2.09,40  | Luca Pizzini Italië                                                              | 2.09,97  |
| Vlinderslag          | |            | |          |                                                                                  |          |
| 50 m                 | Thomas Ceccon Italië | 22,89      | Maxime Grousset Frankrijk                                                                                 | 22,97    | Diogo Ribeiro Portugal                                                           | 23,07    |
| 100 m                | Kristóf Milák Hongarije | 50,33      | Noè Ponti Zwitserland                                                                                     | 50,87    | Jakub Majerski Polen                                                             | 51,22    |
| 200 m                | Kristóf Milák Hongarije | 1.52,01    | Richárd Márton Hongarije                                                                                  | 1.54,78  | Alberto Razzetti Italië                                                          | 1.55,01  |
| Wisselslag           | |            | |          |                                                                                  |          |
| 200 m                | Hubert Kós Hongarije | 1.57,72    | Alberto Razzetti Italië                                                                                   | 1.57,82  | Gabriel José Lopes Portugal                                                      | 1.58,34  |
| 400 m                | Alberto Razzetti Italië | 4.10,60    | Dávid Verrasztó Hongarije                                                                                 | 4.12,58  | Pier Andrea Mateazzi Italië                                                      | 4.13,29  |
| Vrije slag estafette | |            | |          |                                                                                  |          |
| 4x100 m              | Italië Alessandro Miressi Thomas Ceccon Lorenzo Zazzeri Manuel Frigo Alessandro Bori Filippo Megli Leonardo Deplano                       | 3.10,50    | Hongarije Nándor Németh Szebasztián Szabó Daniel Meszaros Kristóf Milák                                   | 3.12,43  | Verenigd Koninkrijk Jacob Whittle Matthew Richards Tom Dean Edward Mildred       | 3.12,70  |
| 4x200 m              | Hongarije Nándor Németh Richárd Márton Balázs Holló Kristóf Milák Daniel Meszaros                                                         | 7.05,38    | Italië Marco De Tullio Lorenzo Galossi Gabriele Detti Stefano Di Cola Filippo Megli Matteo Ciampi         | 7.06,25  | Frankrijk Hadrien Salvan Wissam-Amazigh Yebba Enzo Tesic Roman Fuchs Mewen Tomac | 7.06,97  |
| Wisselslagestafette  | |            | |          |                                                                                  |          |
| 4x100 m              | Italië Thomas Ceccon Nicolò Martinenghi Matteo Rivolta Alessandro Miressi Michele Lamberti Federico Poggio Federico Burdisso Manuel Frigo | 3.28,46 CR | Frankrijk Yohann Ndoye Brouard Antoine Viquerat Clément Secchi Maxime Grousset Mewen Tomac Charles Rihoux | 3.32,50  | Oostenrijk Bernhard Reitshammer Valentin Bayer Simon Bucher Heiko Gigler         | 3.33,28  |

### Vrouwen
| Onderdeel            | Goud                                                                                      | Goud     | Zilver                                                                                                  | Zilver   | Brons                                                                                                  | Brons    |
| -------------------- | ----------------------------------------------------------------------------------------- | -------- | --- | -------- | --- | -------- |
| Vrije slag           |                                                                                           |          | |          | |          |
| 50 m                 | Sarah Sjöström Zweden                                                                     | 23,91    | Katarzyna Wasick Polen                                                                                  | 24,20    | Valerie van Roon Nederland                                                                             | 24,64    |
| 100 m                | Marrit Steenbergen Nederland                                                              | 53,24    | Charlotte Bonnet Frankrijk                                                                              | 53,62    | Freya Anderson Verenigd Koninkrijk                                                                     | 53,63    |
| 200 m                | Marrit Steenbergen Nederland                                                              | 1.56,36  | Freya Anderson Verenigd Koninkrijk                                                                      | 1.56,52  | Isabel Gose Duitsland                                                                                  | 1.57,09  |
| 400 m                | Isabel Gose Duitsland                                                                     | 4.04,13  | Simona Quadarella Italië                                                                                | 4.04,77  | Ajna Késely Hongarije                                                                                  | 4.08,00  |
| 800 m                | Simona Quadarella Italië                                                                  | 8.20,54  | Isabel Gose Duitsland                                                                                   | 8.22,01  | Merve Tunçel Turkije                                                                                   | 8.24,33  |
| 1500 m               | Simona Quadarella Italië                                                                  | 15.54,15 | Viktória Mihályvári-Farkas Hongarije                                                                    | 16.02,15 | Martina Rita Caramignoli Italië                                                                        | 16.12,39 |
| Rugslag              |                                                                                           |          | |          | |          |
| 50 m                 | Analia Pigrée Frankrijk                                                                   | 27,27    | Silvia Scalia Italië                                                                                    | 27,53    | Maaike de Waard Nederland                                                                              | 27,54    |
| 100 m                | Margherita Panziera Italië                                                                | 59,40    | Medi Harris Verenigd Koninkrijk                                                                         | 59,46    | Kira Toussaint Nederland                                                                               | 59,53    |
| 200 m                | Margherita Panziera Italië                                                                | 2.07,13  | Katie Shanahan Verenigd Koninkrijk                                                                      | 2.09,26  | Dóra Molnár Hongarije                                                                                  | 2.09,73  |
| Schoolslag           |                                                                                           |          | |          | |          |
| 50 m                 | Rūta Meilutytė Litouwen                                                                   | 29,59    | Benedetta Pilato Italië                                                                                 | 29,72    | Imogen Clark Verenigd Koninkrijk                                                                       | 30,31    |
| 100 m                | Benedetta Pilato Italië                                                                   | 1.05,77  | Lisa Angiolini Italië                                                                                   | 1.06,34  | Rūta Meilutytė Litouwen                                                                                | 1.06,50  |
| 200 m                | Lisa Mamié Zwitserland                                                                    | 2.23,27  | Martina Carraro Italië                                                                                  | 2.23,64  | Kotryna Teterevkova Litouwen                                                                           | 2.24,16  |
| Vlinderslag          |                                                                                           |          | |          | |          |
| 50 m                 | Sarah Sjöström Zweden                                                                     | 24,96    | Marie Wattel Frankrijk                                                                                  | 25,33    | Maaike de Waard Nederland                                                                              | 25,62    |
| 100 m                | Louise Hansson Zweden                                                                     | 56,66    | Marie Wattel Frankrijk                                                                                  | 56,90    | Lana Pudar Bosnië en Herzegovina                                                                       | 57,27    |
| 200 m                | Lana Pudar Bosnië en Herzegovina                                                          | 2.06,81  | Helena Rosendahl Bach Denemarken                                                                        | 2.07,30  | Ilaria Cusinato Italië                                                                                 | 2.07,77  |
| Wisselslag           |                                                                                           |          | |          | |          |
| 200 m                | Anastasia Gorbenko Israël                                                                 | 2.10,92  | Marrit Steenbergen Nederland                                                                            | 2.11,14  | Sara Franceschi Italië                                                                                 | 2.11,38  |
| 400 m                | Viktória Mihályvári-Farkas Hongarije                                                      | 4.37,56  | Zsuzsanna Jakabos Hongarije                                                                             | 4.39,79  | Freya Colbert Verenigd Koninkrijk                                                                      | 4.40,06  |
| Vrije slag estafette |                                                                                           |          | |          | |          |
| 4x100 m              | Verenigd Koninkrijk Lucy Hope Anna Hopkin Medi Harris Freya Anderson                      | 3.36,47  | Zweden Sarah Sjöström Louise Hansson Sara Junevik Sofia Astedt                                          | 3.37,29  | Nederland Kim Busch Tessa Giele Valerie van Roon Marrit Steenbergen                                    | 3.37,59  |
| 4x200 m              | Nederland Imani de Jong Silke Holkenborg Janna van Kooten Marrit Steenbergen Lotte Hosper | 7.54,07  | Verenigd Koninkrijk Freya Colbert Lucy Hope Medi Harris Freya Anderson Tamryn van Selm Holly Hibbott    | 7.54,73  | Hongarije Nikoletta Pádár Katinka Hosszú Ajna Késely Lilla Minna Abrahan Zsuzsanna Jakabos Dóra Mólnar | 7.55,73  |
| Wisselslagestafette  |                                                                                           |          | |          | |          |
| 4x100 m              | Zweden Hanna Rosvall Sophie Hansson Louise Hansson Sarah Sjöström                         | 3.55,25  | Frankrijk Pauline Mahieu Charlotte Bonnet Marie Wattel Béryl Gastaldello Emma Terebo Adèle Blanchetière | 3.56,36  | Nederland Kira Toussaint Tes Schouten Maaike de Waard Marrit Steenbergen Tessa Giele Valerie van Roon  | 3.57,01  |

### Gemengd
| Onderdeel            | Goud | Goud    | Zilver | Zilver  | Brons | Brons   |
| -------------------- | --- | ------- | --- | ------- | --- | ------- |
| Vrije slag estafette | |         | |         | |         |
| 4x100 m              | Frankrijk Maxime Grousset Charles Rihoux Charlotte Bonnet Marie Wattel Hadrien Salvan Lucile Tessariol Béryl Gastaldello | 3.22,80 | Verenigd Koninkrijk Thomas Dean Matthew Richards Anna Hopkin Freya Anderson Edward Mildred Jacob Whittle Lucy Hope                        | 3.23,30 | Zweden Björn Seeliger Robin Hanson Sarah Sjöström Louise Hansson Sofia Astedt                                   | 3.23,40 |
| 4x200 m              | Verenigd Koninkrijk Thomas Dean Matthew Richards Freya Colbert Freya Anderson Kieran Bird Jacob Whittle Lucy Hope        | 7.28,16 | Frankrijk Hadrien Salvan Wissam-Amazigh Yebba Charlotte Bonnet Lucile Tessariol Roman Fuchs Giulia Rossi-Bene                             | 7.29,25 | Italië Stefano Di Cola Matteo Ciampi Alice Mizzau Antonietta Cesarano Filippo Megli Noemi Cesarano Linda Caponi | 7.31,85 |
| Wisselslagestafette  | |         | |         | |         |
| 4x100 m              | Nederland Kira Toussaint Arno Kamminga Nyls Korstanje Marrit Steenbergen Tessa Giele                                     | 3.41,73 | Italië Thomas Ceccon Nicolò Martinenghi Elena Di Liddo Silvia di Pietro Michele Lamberti Francesca Fangio Ilaria Bianchi Leonardo Deplano | 3.43,61 | Verenigd Koninkrijk Medi Harris James Wilby Jacob Peters Anna Hopkin Lauren Cox Gregory Butler                  | 3.44,69 |

### Medaillespiegel
| Plaats | Land                  | Goud | Zilver | Brons | Totaal |
| 1      | Italië                | 13   | 13     | 9     | 35     |
| 2      | Hongarije             | 5    | 7      | 3     | 15     |
| 3      | Verenigd Koninkrijk   | 4    | 5      | 6     | 15     |
| 4      | Nederland             | 4    | 1      | 6     | 11     |
| 5      | Zweden                | 4    | 1      | 1     | 6      |
| 6      | Frankrijk             | 3    | 7      | 3     | 13     |
| 7      | Duitsland             | 2    | 2      | 4     | 8      |
| 8      | Roemenië              | 2    | 0      | 0     | 2      |
| 9      | Zwitserland           | 1    | 3      | 0     | 4      |
| 10     | Griekenland           | 1    | 1      | 1     | 3      |
| 11     | Litouwen              | 1    | 0      | 3     | 4      |
| 12     | Bosnië en Herzegovina | 1    | 0      | 1     | 2      |
| 13     | Israël                | 1    | 0      | 0     | 1      |
| 13     | Oekraïne              | 1    | 0      | 0     | 1      |
| 15     | Polen                 | 0    | 1      | 1     | 2      |
| 16     | Denemarken            | 0    | 1      | 0     | 1      |
| 16     | Finland               | 0    | 1      | 0     | 1      |
| 18     | Oostenrijk            | 0    | 0      | 2     | 2      |
| 18     | Portugal              | 0    | 0      | 2     | 2      |
| 20     | Turkije               | 0    | 0      | 1     | 1      |
| Totaal | Totaal                | 43   | 43     | 43    | 129    |